# Liste des châteaux des Hébrides extérieures

Situation des Hébrides extérieures au sein de l'Écosse.

Cette liste recense les principaux châteaux du council area des Hébrides extérieures en Écosse.
| Nom                     | Type               | Date                   | Condition | Propriétaire                    | Localisation                                 | Notes                 | Image   |
| ----------------------- | ------------------ | ---------------------- | --------- | ------------------------------- | -------------------------------------------- | --------------------- | ------- |
| Château d'Amhuinnsuidhe | Maison historique  | 1865                   |           | Amhuinnsuidhe Castle Estate     | Harris 57° 57′ 44″ N, 6° 59′ 23″ O           |                       |         |
| Château d'Ardvourlie    | Pavillon de chasse | 1863                   |           |                                 | Harris 57° 59′ 42″ N, 6° 45′ 30″ O           |                       |         |
| Château de Borve        | Maison-tour        | XIVe siècle            | En ruines |                                 | Benbecula 57° 25′ 50″ N, 7° 22′ 38″ O        |                       |         |
| Château de Kisimul      | Maison-tour        |                        | Restauré  | Privé, loué à Historic Scotland | Castlebay, Barra 56° 57′ 08″ N, 7° 29′ 13″ O | Ouvert au public.     | Kisimul |
| Château de Lews         | Maison historique  | XIXe siècle            |           | Comhairle nan Eilean Siar       | Stornoway, Lewis 58° 12′ 41″ N, 6° 23′ 42″ O | Classé en catégorie A | Lews    |
| Château d'Ormacleit     | Maison historique  | Début du XVIIIe siècle | En ruines |                                 | South Uist 57° 15′ 39″ N, 7° 24′ 32″ O       | Incendié en 1715      |         |